# Harald Dippold

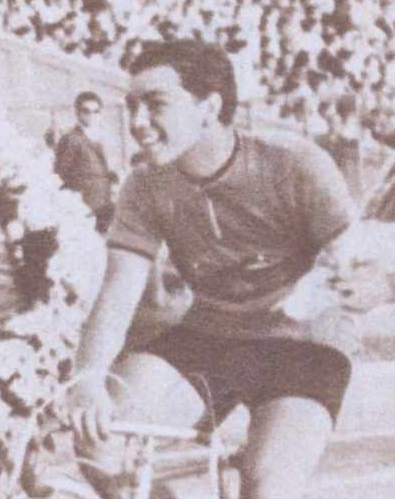
Harald Dippold, Bukarest 1965

Harald Dippold (* 22. März 1943 in Leipzig) ist ein ehemaliger deutscher Radrennfahrer.

## Sportliche Laufbahn
Seit 1960 betrieb Dippold Radsport und war in der DDR aktiv. Er war Mitglied des Vereins SC DHfK Leipzig. Seinen ersten bedeutenden Sieg feierte er 1963, als er beim Auswahlrennen Rund um Gersdorf die gesamte DDR-Spitze schlug. 1964 siegte er im Cottbuser Dreiecksrennen und belegte er bei der Niederösterreich-Rundfahrt den dritten Platz und absolvierte in der Rundfahrt seinen ersten Einsatz für die Nationalmannschaft der DDR. In der Bulgarien-Rundfahrt konnte er die erste Etappe gewinnen und einige Tage das Führungstrikot tragen, in der Gesamteinzelwertung wurde er beim Sieg von Boris Botschew auf dem 4. Rang klassiert. Cottbus–Görlitz–Cottbus konnte er 1964 für sich entscheiden, bei Berlin–Angermünde–Berlin wurde er Dritter.
1965 stand er im Kandidatenkreis für die Internationale Friedensfahrt, wurde aber nicht für das Team nominiert. In der Rumänien-Rundfahrt 1965 wurde er Dritter. 1966 gewann er den Großen Sachsenpreis vor Rainer Marks und den Großen Renak-Preis. Seine beste Platzierung in der DDR-Rundfahrt war der 12. Platz 1966. 1969 beendete er seine Laufbahn.